# Kantenschärfung
Unter Kantenschärfung versteht man ein Bildbearbeitungsverfahren, wie es in heutiger Bildbearbeitungssoftware für Einzelbilder oder in der Videosignalbearbeitung zur Bearbeitung von Bewegtbildern häufig zur Verfügung steht. Die zu Grunde liegende Idee dabei ist, dass besonders Kanten in einem Bild- bzw. Videosignal durch eine Anhebung der hochfrequenten Signalanteile verstärkt werden, was einen schärferen Bildeindruck beim Betrachter hinterlässt.
Die verwendeten Algorithmen sind vielfältig und verwenden meist nichtlineare Filter. Dies ermöglicht eine dedizierte Filterwirkung nur in Bildregionen mit Kanten und vermeidet eine allgemeine Anhebung von hochfrequentem Bildrauschen in kantenfreien Bildbereichen. Die Kantenschärfung in heutigen Billigfernsehern erfolgt meistens rein eindimensional in horizontaler Richtung, bei Mittelklassegeräten meist sequentiell horizontal und vertikal. Besser ist eine echte zweidimensionale Verarbeitung, wie sie bei teureren Geräten zu finden ist, was insbesondere bei schrägen Kanten zu guten Schärfungsresultaten führen kann und treppenartige Bildartefakte vermeidet. Werden die Bilder nicht in Echtzeit benötigt, so können für optimale Resultate auch aufwendige Algorithmen zur Anwendung kommen. In autonom agierenden Robotern muss man oft einen Kompromiss zwischen Rechnergröße, Stromverbrauch und Qualität der Ergebnisse finden (Fußball spielende Roboter, Mars-Sonden, Autos auf der Autobahn, Material-Fahrzeuge in Industriehallen …).